# Sankt Katharein an der Laming
Sankt Katharein an der Laming est une ancienne commune autrichienne du district de Bruck-Mürzzuschlag en Styrie. Elle a fusionné avec Tragöß le 31 décembre 2014 pour former Tragöss-Sankt Katharein.